# Vescemont
Vescemont est une commune française située dans le département du Territoire de Belfort, la région culturelle et historique de Franche-Comté et la région administrative Bourgogne-Franche-Comté. 
La commune, peuplée  de 707 habitants au dernier recensement de 2022, est administrativement rattachée au canton de Giromagny. Ses habitants sont appelés les Vescemontois ou les Rosemontois.

## Géographie

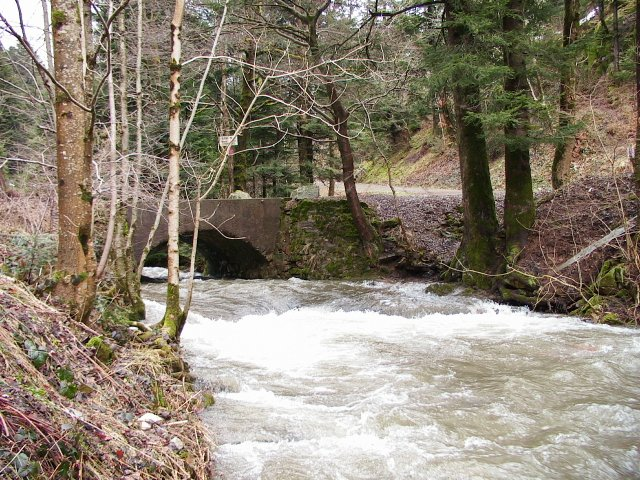
La Rosemontoise.

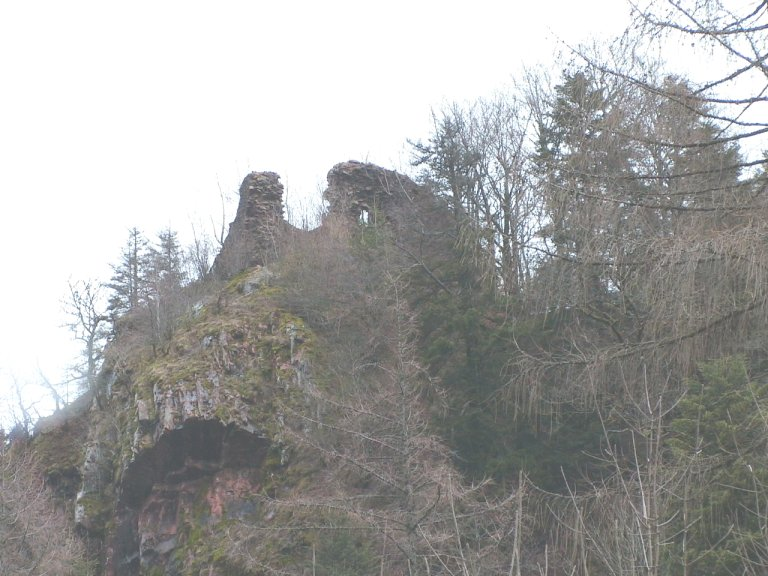
Château du Rosemont.

Vescemont est située au pied des Vosges du sud, à l'entrée d'une vallée glaciaire dans laquelle prend sa source la Rosemontoise.
C'est l'une des 189 communes du parc naturel régional des Ballons des Vosges.

### Climat
Pour des articles plus généraux, voir Climat de la Bourgogne-Franche-Comté et Climat du Territoire de Belfort.
En 2010, le climat de la commune est de type climat de montagne, selon une étude du Centre national de la recherche scientifique s'appuyant sur une série de données couvrant la période 1971-2000. En 2020, Météo-France publie une typologie des climats de la France métropolitaine dans laquelle la commune est exposée à un climat semi-continental et est dans la région climatique  Vosges, caractérisée par une pluviométrie très élevée (1 500 à 2 000 mm/an) en toutes saisons et un hiver rude (moins de 1 °C). 
Pour la période 1971-2000, la température annuelle moyenne est de 9,2 °C, avec une amplitude thermique annuelle de 17 °C. Le cumul annuel moyen de précipitations est de 1 594 mm, avec 13,2 jours de précipitations en janvier et 10,8 jours en juillet. Pour la période 1991-2020, la température moyenne annuelle observée sur la station météorologique de Météo-France la plus proche, « Giromagny_sapc », sur la commune de Giromagny à 1 km à vol d'oiseau, est de 10,2 °C et le cumul annuel moyen de précipitations est de 1 636,6 mm. 
La température maximale relevée sur cette station est de 37,2 °C, atteinte le 24 juillet 2019 ; la température minimale est de −18,9 °C, atteinte le 20 décembre 2009,,. 
Les paramètres climatiques de la commune ont été estimés pour le milieu du siècle (2041-2070) selon différents scénarios d'émission de gaz à effet de serre à partir des nouvelles projections climatiques de référence DRIAS-2020. Ils sont consultables sur un site dédié publié par Météo-France en novembre 2022.

## Urbanisme

### Typologie
Au 1er janvier 2024, Vescemont est catégorisée bourg rural, selon la nouvelle grille communale de densité à sept niveaux définie par l'Insee en 2022.
Elle appartient à l'unité urbaine de Giromagny, une agglomération intra-départementale regroupant quatre  communes, dont elle est une commune de la banlieue,,. Par ailleurs la commune fait partie de l'aire d'attraction de Belfort, dont elle est une commune de la couronne,. Cette aire, qui regroupe 91 communes, est catégorisée dans les aires de 50 000 à moins de 200 000 habitants,.

### Occupation des sols
L'occupation des sols de la commune, telle qu'elle ressort de la base de données européenne d’occupation biophysique des sols Corine Land Cover (CLC), est marquée par l'importance des forêts et milieux semi-naturels (64,3 % en 2018), une proportion identique à celle de 1990 (64,3 %). La répartition détaillée en 2018 est la suivante : 
forêts (64,3 %), prairies (14,7 %), zones agricoles hétérogènes (13,5 %), zones urbanisées (7,5 %). L'évolution de l’occupation des sols de la commune et de ses infrastructures peut être observée sur les différentes représentations cartographiques du territoire : la carte de Cassini (XVIIIe siècle), la carte d'état-major (1820-1866) et les cartes ou photos aériennes de l'IGN pour la période actuelle (1950 à aujourd'hui).

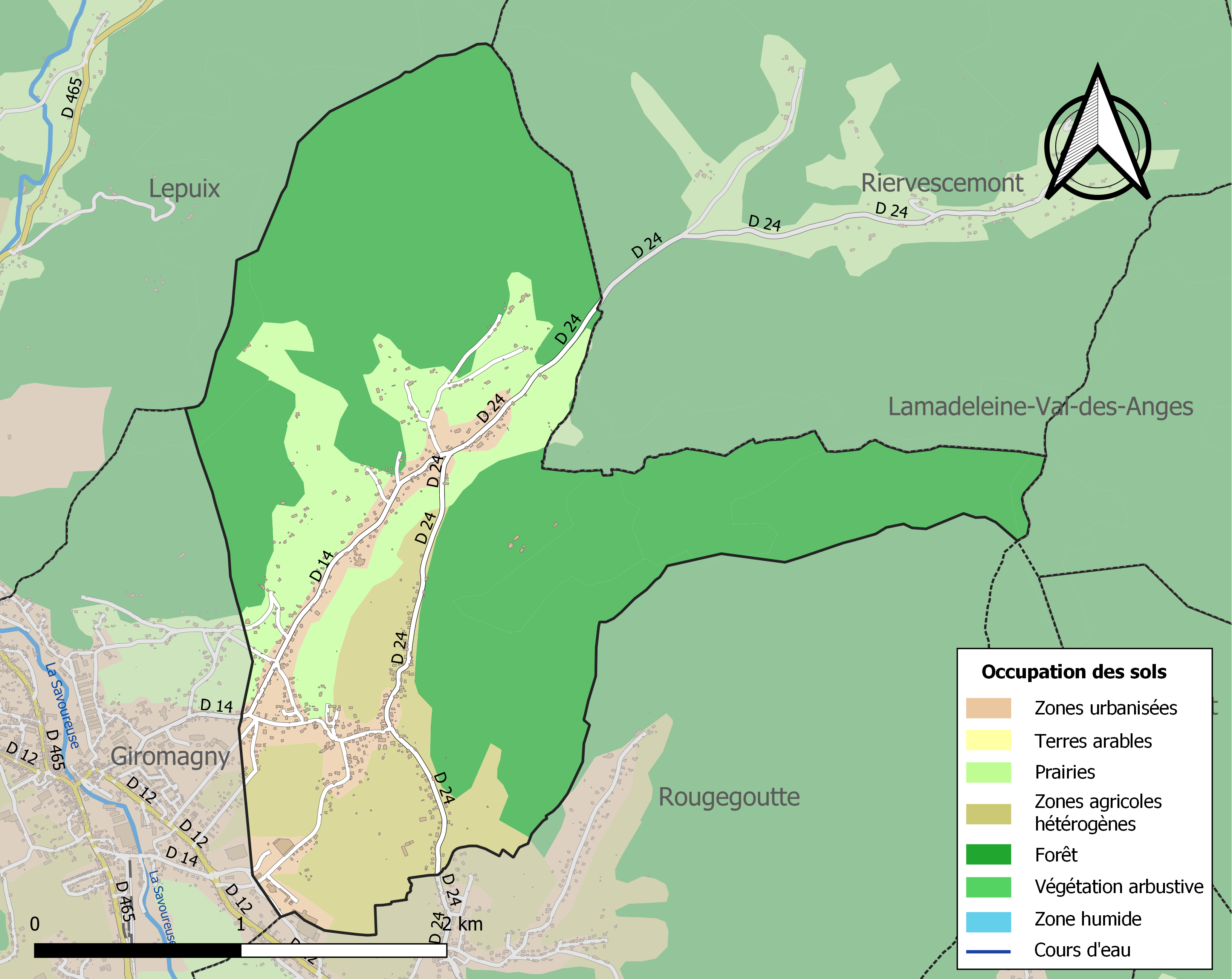
Carte des infrastructures et de l'occupation des sols de la commune en 2018 (CLC).

## Toponymie
- D'un nom de personne germanique Wizzo(n) + montem[16].
- Wessenberch (1276), Wissenberg (1427), Wissemont (1533), Wessenburg (1662), Vescemont (1793).
- En allemand : Wessenberg[17].

## Histoire
La commune de Vescemont est située sur un très ancien lieu de passage.
À l'époque de l'empire romain, la vallée de la Rosemontoise était le seul point de passage entre la Lorraine et la Trouée de Belfort. De nombreuses monnaies de Trajan (empereur romain de 98 à 117) ont été découvertes à Vescemont et la tradition populaire situe un camp romain à l’emplacement du fort de Giromagny.
Dès le XIe siècle, Vescemont fait partie de la seigneurie du Rosemont. On peut encore voir quelques vestiges du château du Rosemont qui se dressait sur un rocher à la limite de la commune de Riervescemont.
Le château du Rosemont a été construit vers 1050 par l’un des premiers comtes de Montbéliard. Il est composé d’une tour carrée de deux ou trois étages maçonnée en pierres brutes, mesurant 10 m de côté avec des murs de 1,50 m d'épaisseur, et d'un ouvrage extérieur qui subsiste à l'est.
Le seigneur du Rosemont exerçait son autorité sur un grand nombre de localités et le château fut longtemps le fief le plus prestigieux de la région.
La première apparition du nom de Vescemont dans un texte date de 1347.
La seigneurie du Rosemont passait alors à la couronne d’Autriche (après avoir appartenu au comte de Ferrette) et le village de Vescemont apparaît ainsi, dans les titres allemands, sous le nom de Wessemberg (Wissemont en français) : c’est le nom que prit la famille investie du fief. Ce nom pourrait remonter à Hesson de Vesinberg qui fut tué lors d’une bataille en 1111.
Vescemont fait alors partie de la paroisse de Rougegoutte, sauf la partie située sur la rive droite du ruisseau de la Louvière qui dépend de la paroisse de Giromagny.
On ne connaît pas avec certitude les circonstances de l'abandon du château. Deux hypothèses prévalent : 
- Le château du Rosemont perd son rôle stratégique vers 1469 et est abandonné.
- Le château est assiégé et détruit par les Suédois en 1632 pendant la guerre de Trente Ans

En 1577, Vescemont était le chef-lieu d'une mairie du Rosemont et comprenait sans doute les hameaux qui ont formé au XVIIe siècle la commune de Riervescemont.
Au XVIIIe siècle, le village dépendait de la paroisse de Rougegoutte et du bailliage de Belfort ; c'était une mairie du Haut-Rosemont appartenant au comté de Belfort, domaine des Mazarin.
Les Reinach et les Riboutet y avaient aussi des biens.

## Politique et administration

### Liste des maires

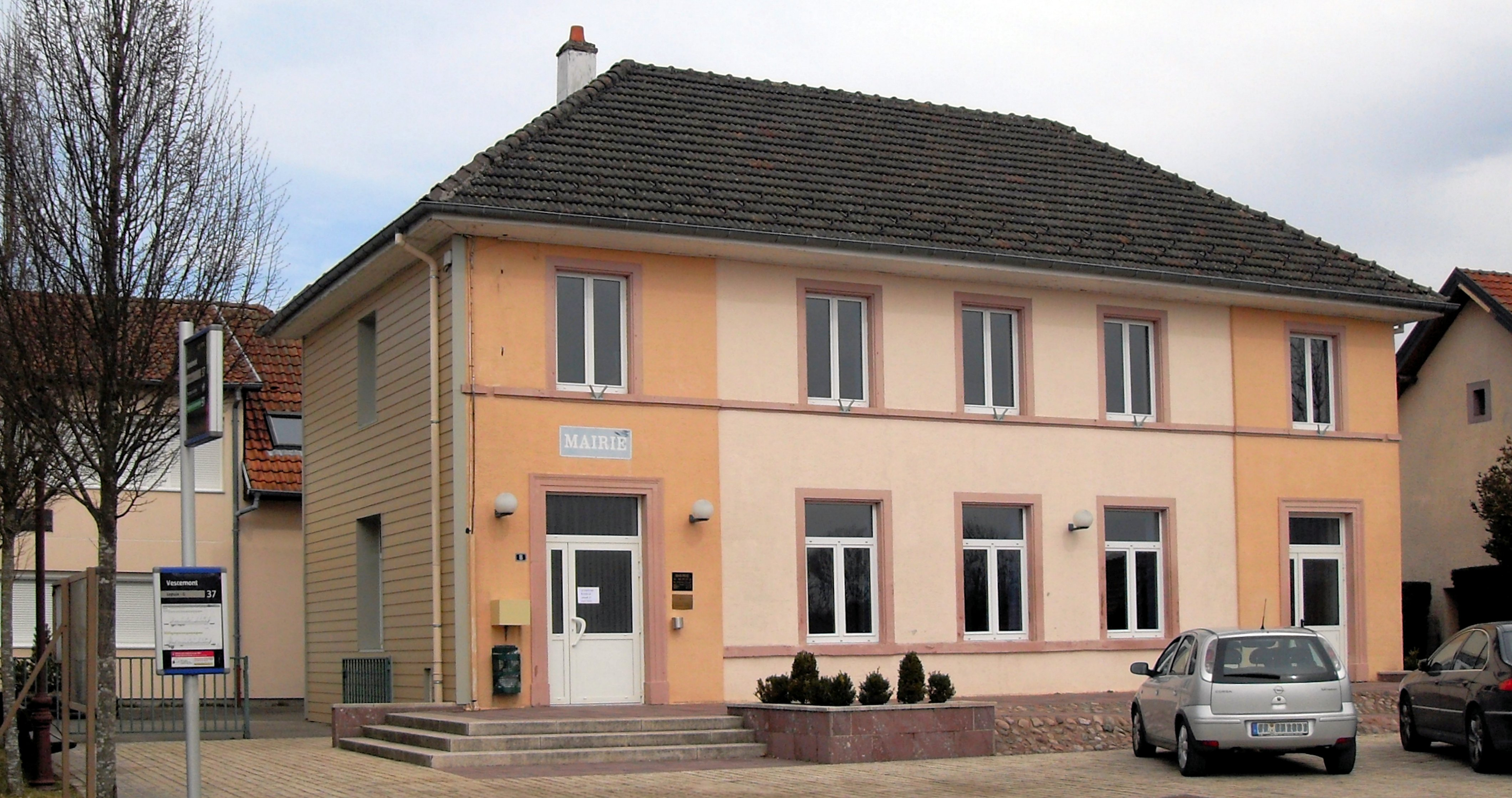
La mairie de Vescemont.

| Période                                  | Période  | Identité        | Étiquette | Qualité |
| ---------------------------------------- | -------- | --------------- | --------- | ------- |
| Les données manquantes sont à compléter. |          |                 |           |         |
| mars 2008                                | 2014     | Michel Gaidot   |           |         |
| 2014                                     | 2020     | Claude Trébault |           |         |
| 2020                                     | En cours | Christian Canal | LR        |         |

### Budget et fiscalité 2015
En 2015, le budget de la commune était constitué ainsi :
- total des produits de fonctionnement : €, soit 515 € par habitant ;
- total des charges de fonctionnement : 321 000 €, soit 420 € par habitant ;
- total des ressources d’investissement : 295 000 €, soit 385 € par habitant ;
- total des emplois d’investissement : 284 000 €, soit 372 € par habitant ;
- endettement : 291 000 €, soit 380 € par habitant.

Avec les taux de fiscalité suivants :
- taxe d’habitation : 7,61 % ;
- taxe foncière sur les propriétés bâties : 11,14 % ;
- taxe foncière sur les propriétés non bâties : 85,18 % ;
- taxe additionnelle à la taxe foncière sur les propriétés non bâties : 0,00 % ;
- cotisation foncière des entreprises : 0,00 %.

## Population et société

### Démographie
L'évolution du nombre d'habitants est connue à travers les recensements de la population effectués dans la commune depuis 1793. Pour les communes de moins de 10 000 habitants, une enquête de recensement portant sur toute la population est réalisée tous les cinq ans, les populations de référence des années intermédiaires étant quant à elles estimées par interpolation ou extrapolation. Pour la commune, le premier recensement exhaustif entrant dans le cadre du nouveau dispositif a été réalisé en 2004.

En 2022, la commune comptait 707 habitants, en évolution de −6,97 % par rapport à 2016 (Territoire de Belfort : −2,78 %, France hors Mayotte : +2,11 %).
| 1793 | 1800 | 1806 | 1821 | 1831 | 1836 | 1841 | 1846 | 1851 |
| ---- | ---- | ---- | ---- | ---- | ---- | ---- | ---- | ---- |
| 413  | 430  | 432  | 566  | 618  | 659  | 672  | 695  | 671  |

| 1856 | 1861 | 1866 | 1872 | 1876 | 1881 | 1886 | 1891 | 1896 |
| ---- | ---- | ---- | ---- | ---- | ---- | ---- | ---- | ---- |
| 607  | 592  | 585  | 560  | 610  | 588  | 610  | 629  | 618  |

| 1901 | 1906 | 1911 | 1921 | 1926 | 1931 | 1936 | 1946 | 1954 |
| ---- | ---- | ---- | ---- | ---- | ---- | ---- | ---- | ---- |
| 602  | 571  | 551  | 517  | 425  | 420  | 415  | 405  | 414  |

| 1962 | 1968 | 1975 | 1982 | 1990 | 1999 | 2004 | 2006 | 2009 |
| ---- | ---- | ---- | ---- | ---- | ---- | ---- | ---- | ---- |
| 431  | 476  | 542  | 564  | 644  | 695  | 742  | 748  | 722  |

| 2014 | 2019 | 2022 | - | - | - | - | - | - |
| ---- | ---- | ---- | - | - | - | - | - | - |
| 767  | 719  | 707  | - | - | - | - | - | - |

### Personnalités liées à la commune
- Robert Chapuis (1935-2009), premier évêque de Mananjary (Madagascar).
- Le père Georges Chiron, curé de Rougemont de 1919 à 1960, qui a fait édifier un monument à la Vierge si le village est épargné par la guerre[24].

## Économie
En 1882 les habitants partageaient leur activité entre agriculture et exploitation de la forêt.
Le patrimoine industriel :
- Usine de décolletage Sonnet, puis Ackermann, puis Picquerez, actuellement Décolletage du Rosemont[25].
- Usine de bonneterie Cheviron[26].

## Lieux et monuments

### La Pierre Écrite

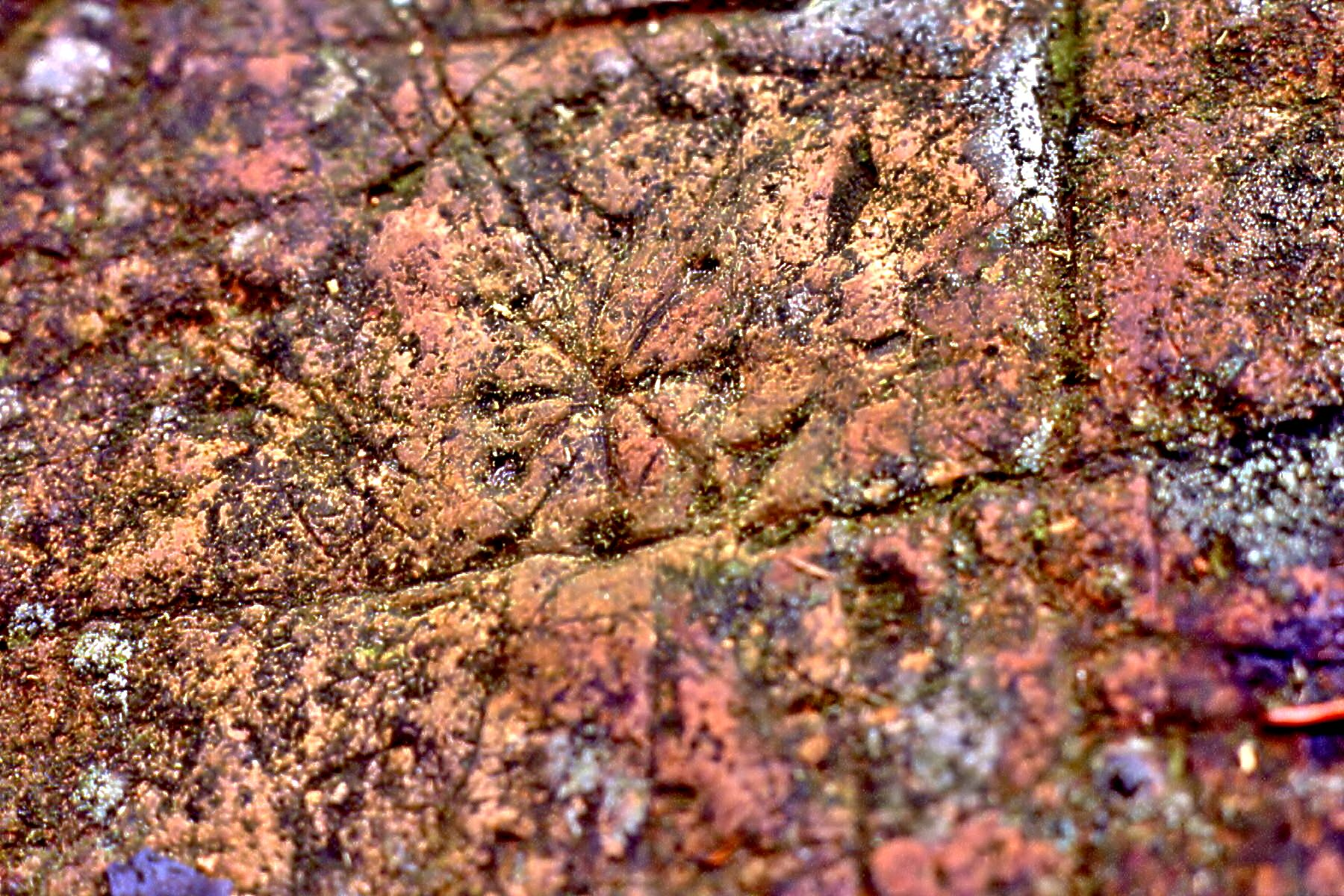
Pétroglyphe sur la pierre écrite

(décembre 2016).

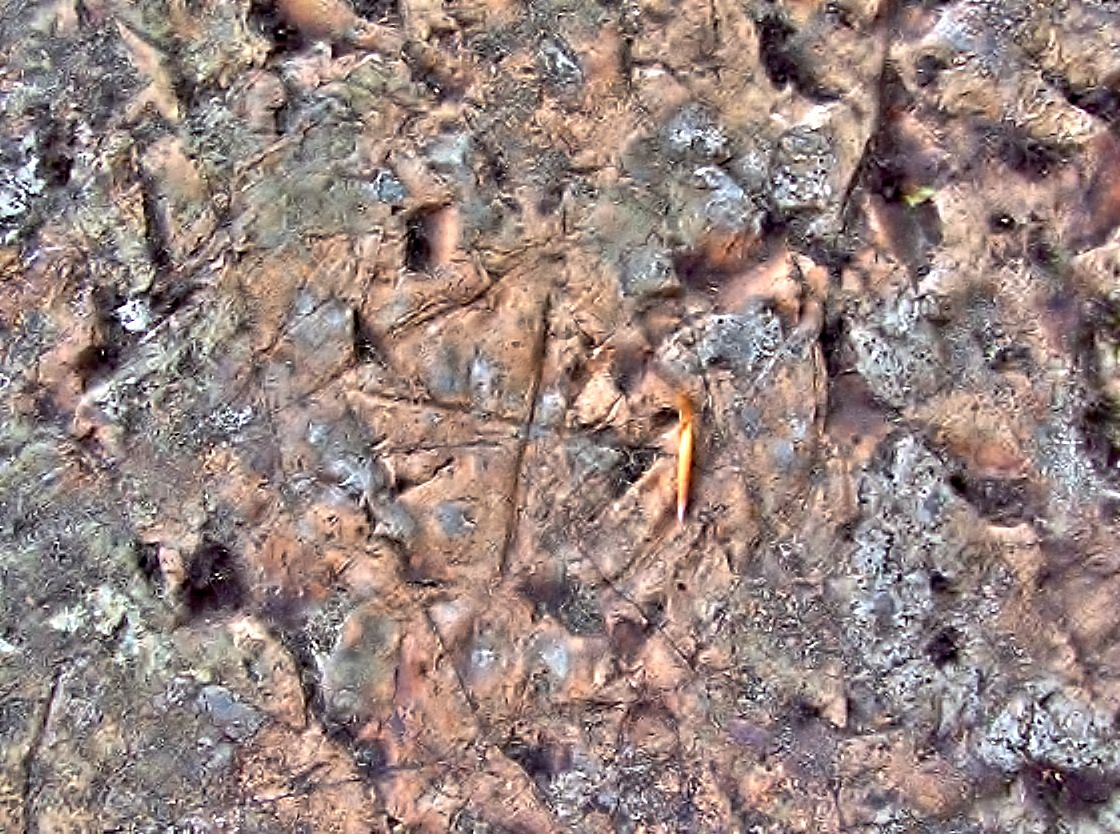
Pétroglyphe sur la pierre écrite

- Pétroglyphe sur la pierre écritePétroglyphe sur la pierre écriteSite naturel classé par décret présidentiel, en date du 15 avril 1911[27] : Pierre dite "Pierre écrite".

Classée pour son caractère artistique, elle se trouve à 975 m, à la limite avec la commune de Riervescemont, près du point culminant de Vescemont (988 m).
Dans son ouvrage Les Vosges avant l'Histoire, Voulot, conservateur du musée d'Épinal en 1870, s'exprime ainsi au sujet de la Pierre Écrite :
« Je viens de trouver la preuve matérielle de l'ensemble de mes croyances sur la présence des peuples préhistoriques d'Asie dans nos Vosges. C'est précisément sur une cime escarpée que je l'ai rencontrée : une simple roche, en forme de table, au sommet d'un col (à proximité du col du Chantoiseau) entre Lepuix et Riervescemont a conservé le nom de Pierre Écrite.
Le Moyen Âge paraît l'avoir vénérée et l'avoir couverte du symbole du Christianisme qui côtoie les plus anciens hiéroglyphes. Je crois y avoir distingué une grande ascia particulière qui en fait un tombeau et le nom d'une divinité, parfois en combinaison, d'autre fois seul, tel qu'il figure sur les plus anciens hiéroglyphes  médoscythiques.
La découverte dans nos montagnes d'une inscription de ce genre, la seule en Europe, c'est la certitude d'un monde nouveau à découvrir, c'est le sceau même des Pélasges qu'ils nous ont légué pour témoigner, des milliers d'années après leur mort, de leurs travaux impérissables dus à leur foi inébranlable dans l'avenir. »
- Ascia[29] : outil en forme d'herminette. Le mot désigne aussi un symbole funéraire sur des tombeaux gallo-romains.
- Pélasges : les Pélasges sont reconnus comme un des plus anciens peuples préhistoriques proto-européens qui auraient développé les premières formes de la civilisation en Europe : Italie, Balkans, Crète, Asie Mineure et tout le bassin de la Mer Méditerranée
- Opinion de Philippe Berger, membre de l'Institut et président de la Société belfortaine d'émulation, en 1892:

« Certaines personnes croient reconnaître des caractères phéniciens et même cunéiformes, d'autres n'y voient qu'amusement de pâtres égarés dans la montagne. Il est certain que plus d'un des signes qui recouvrent le rocher sont ou bien un jeu du hasard, ou bien l'œuvre de mauvais plaisants qui n'ont pas craint de profaner un monument antique. L'histoire de l'un d'eux est connue, c'est celle du carré de l'hypoténuse que traça, en 1839, par manière de dérision, un professeur de Besançon. Et pourtant, d'autres figures n'ont pas la même origine et donnent à ceux qui ont l'habitude de consulter les vestiges du passé, l'impression d'une haute antiquité. »
En 1902, Jacques Flasch, professeur de législation comparée, croit remarquer, dans les signes gravés sur la Pierre Écrite, certaines représentations parentes avec celle des dolmens et des menhirs, notamment une étoile exactement orientée et encadrée dans un carré plus vaste. L'aspect même du rocher, sa position à l'extrême pointe du sommet, où il servait en quelque sorte d'observatoire, fait songer aux anciennes pierres sacrées.
La graphie cunéiforme (du latin cuneus: coin, clou), née à Sumer en 2800 av. J.-C. : les lignes courbes, difficiles à tracer sur l’argile molle, sont décomposées en lignes droites que le scribe ne grave plus, mais imprime à l’aide d’une tige de roseau à bout triangulaire, laissant des empreintes en forme de coins ou de clous.

## Pour approfondir